# Calle Rosal
La calle Rosal es una vía pública de la ciudad española de Oviedo.

## Descripción

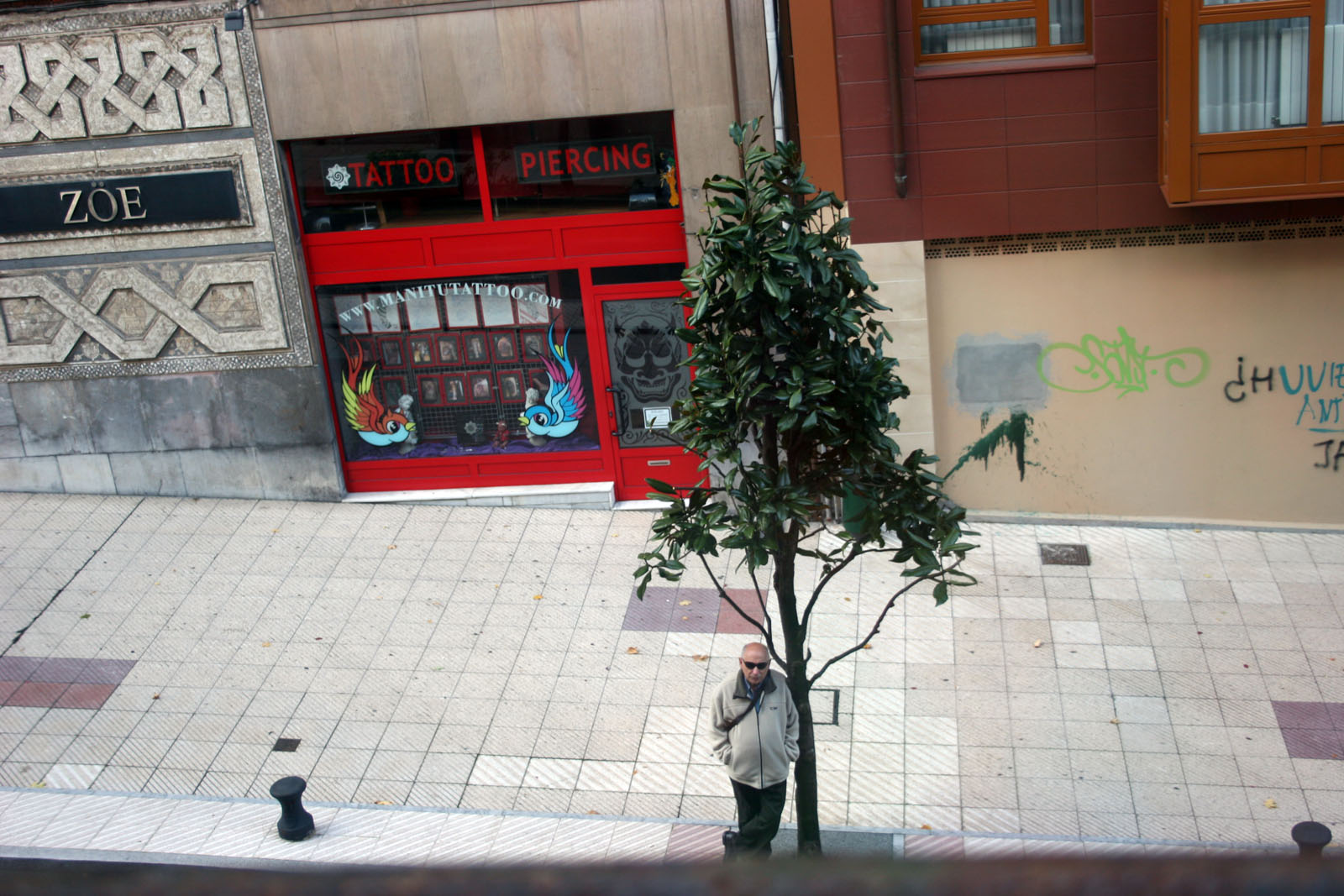
Otra vista de la calle

La vía, que fue sometida a una importante reforma en el siglo XIX, habría existido, según Canella y Secades, desde por lo menos el XIII, pues un documento de 1237, la cita junto con El Fontán. En la actualidad, discurre desde la calle Jesús, donde conecta con Pozos, hasta Santa Susana, punto en el que entronca con Pérez de la Sala. Tiene cruces con Fruela, con la confluencia de Suárez de la Riva y Fontán y con Cabo Noval. Aparece descrita en El libro de Oviedo (1887) de Canella y Secades con las siguientes palabras:

Rosal.—Se ha dicho por curiosos ovetenses que tal nombre fué debido á unos grandes rosales que había por los sitios en donde poco á poco se formó dicha vía, principalmente desde que la famosa dama D.ª Balesquida Giráldez en el siglo XIII hizo donación del terreno, situado en la parte superior, á la Cofradía de su nombre, aprovechándose de él los sastres para edificar. En el siglo XIV ya tenía la calle su nombre actual; porque de 1362 es un documento por el que consta que la Ciudad foró el terreno ó solar de una casa en rosal á un tal Fernando, vecino de Latores. En 1858 comenzó el arreglo de esta calle que era antes en sus dos tercios superiores un verdadero peñascal, con el piso sumamente irregular; para que nada faltase algunas antiguas casas de la línea de los números pares, tenían arcos y soportales que fueron derribados en 1806; en el centro y parte baja había una fuente y en la conclusión estaba la capilla de Santa Susana. Hoy, después de las reformas allí realizadas y puesta en comunicación con las calles de Martínez Marina y Santa Susana, la calle del Rosal es muy agradable debido á su posición alegre y despejada.—Ent.: Jesús.—Conc.: Santa Susana.
(Canella y Secades, 1887, p. 119)

Señala José Ramón Tolivar Faes que «en el S.XIX, por Santa Susana debemos entender la parte alta del Rosal y no la actual calle de ese nombre, que todavía no existía. Había en esa zona alta, en medio de la calle, una capilla dedicada a dicha santa que, por constituir un serio obstáculo, en 1857 fue derribada y reconstruida en la esquina donde estuvo hasta que en 1947 fue definitivamente demolida. Las casas pares de la parte alta del Rosal tenían una típica arquitectura de soportales y volados que hubieron de suprimirse por sentencia de la Real Audiencia el año 1805».
Desde los años 1960's es una animada calle de bares, que "rivaliza con la calle de San Bernabé", según dice José Ignacio Gracia Noriega.

## Residentes célebres
- Francisco Franco, siendo comandante se alojó en una pensión de la calle[2]
- Salvador Díaz Ordóñez, General de artillería
- Victoriano Guisasola y Menéndez, cardenal